# イルゼ・コッホ

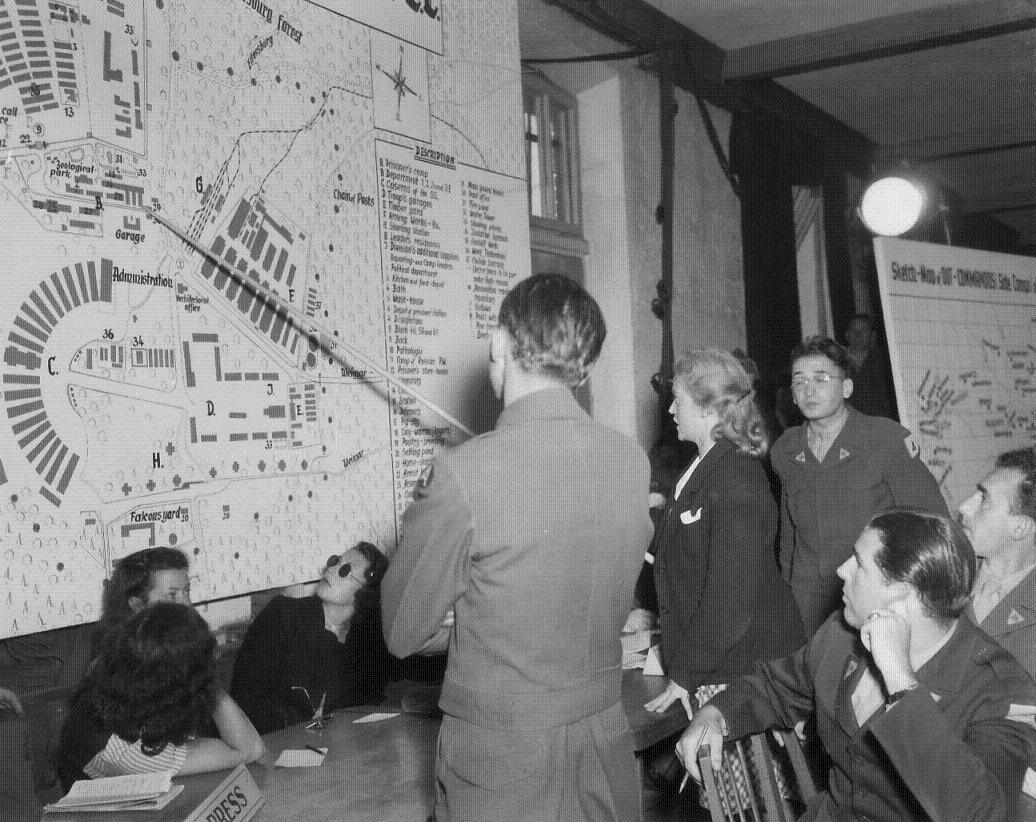
ダッハウ強制収容所にて米兵に説明するイルゼ

イルゼ・コッホ（Ilse Koch、1906年9月22日 - 1967年9月1日）は、ブーヘンヴァルト強制収容所所長カール・オットー・コッホの妻であり、女性看守。彼女は囚人に対するサディスト的な拷問行為および好色さで知られている。また、囚人の皮膚で工作を行ったとされるが、裁判でも、その物的証拠は見つかっておらず、真相ははっきりしていない。

## 経歴

### 背景
イルゼは農場経営者の父の娘マルガレーテ・イルゼ・ケーラー (Margarete Ilse Köhler) として、ドレスデンに生まれた。イルゼは15歳で学校を卒業し、工場に仕事に働きに行った。彼女はドイツの経済がまだ第一次世界大戦におけるドイツの敗北から回復していない状況下であった頃に徐々にナチズムに関与し始めた。
元々はザクセンハウゼン強制収容所において看守兼秘書として仕事をしていたところ、1936年所長で親衛隊幹部のカール・オットー・コッホと結婚し、翌1937年ブーヘンヴァルト強制収容所に夫に随行した。

### 収容所での行為

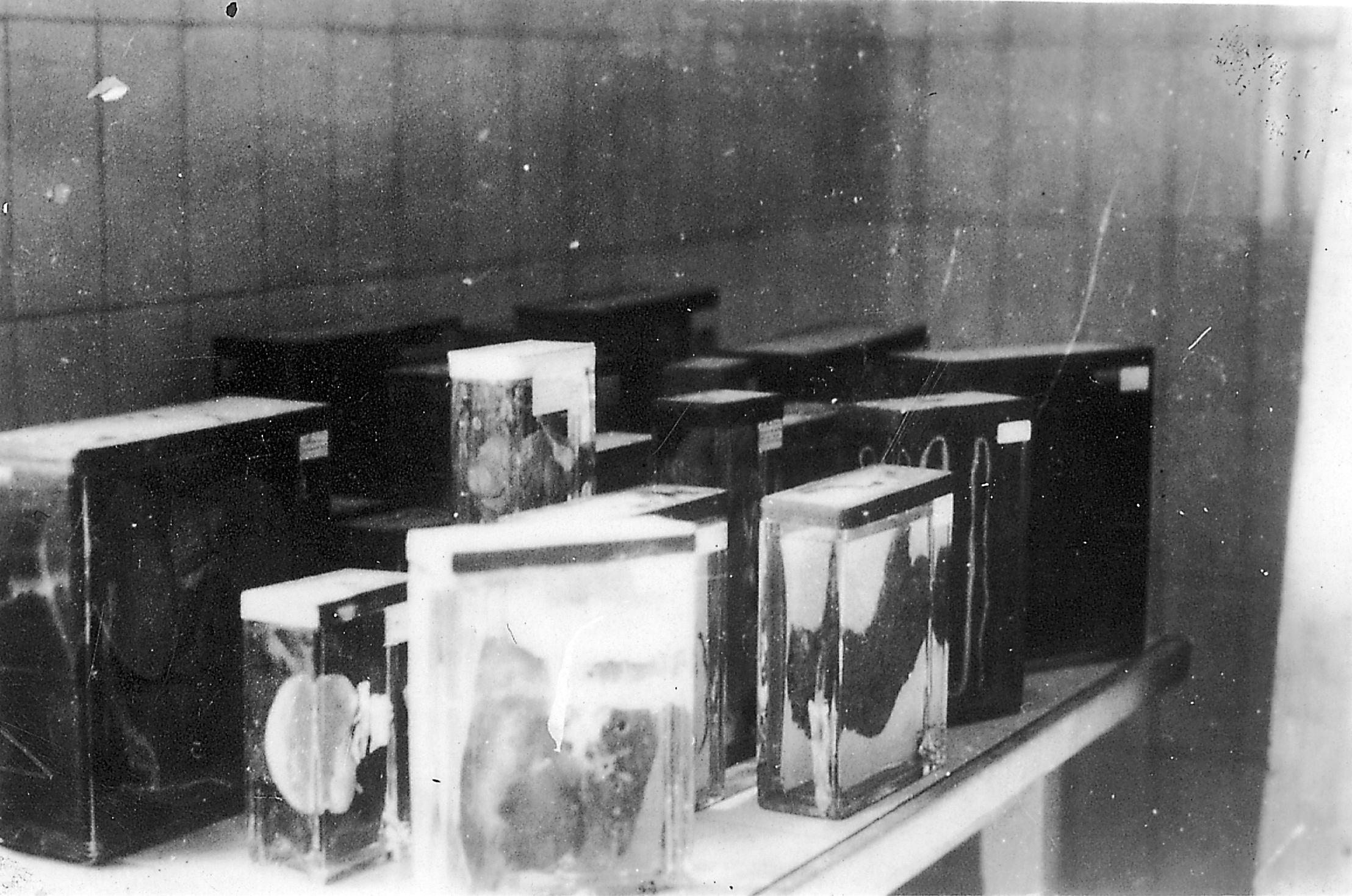
イルゼが作らせた、囚人の内臓を樹脂で固めた標本

夫が収容所の所長の地位にあることを楯に、収容所の構内で馬を乗り回したり、囚人に鞭を打ったり、囚人に対して虐待行為を行った。さらに、死んだ囚人の皮膚でランプシェードやブックカバー、手袋を作るなどの常軌を逸した行動のみならず、刺青をしている囚人がいるとその囚人を注射で薬殺してから皮を剥いで収集したりさえしたとされている。ただし、戦後の裁判においても、そうした行為を具体的に証言できる者はなかった。
こうした行状のため、囚人らや働いていた親衛隊員達からブーヘンヴァルトの魔女 (Die Hexe von Buchenwald) と呼ばれた。また、この表現の英訳 (The Witch of Buchenwald) をもじって、英語ではブーヘンヴァルトの雌犬 (The Bitch of Buchenwald) とも呼ばれた。
さらに、彼女が工作用に人皮を入手できた理由はブーヘンヴァルト勤務のナチスの医者が愛人であったためとされている。このためよくイルゼは好色家・色情狂として噂される。また、飼い犬を女囚にけしかけるなど、捕虜虐待の噂が絶えなかった。
1943年に夫カール・コッホが収容所における悪事で告発されたとき、イルゼも横領着服容疑で裁判にかけられ投獄されたものの、証拠不十分で無罪となる。一方、夫カールは死刑を宣告され1945年4月に処刑された。その後、ルートウィヒスブルクにいた家族と一緒に生活していたが、彼女は1945年6月30日にアメリカ合衆国当局によって捕えられた。

### 戦後の経緯
1947年、アメリカ占領軍によって逮捕された彼女は、終身刑を言い渡されるも証拠不十分で懲役4年に減刑され、1949年に恩赦で釈放されるも、西ドイツの司法当局はこれを許さず、ドイツ国民への犯罪行為として再度イルゼを告発し、1951年に終身刑を言い渡した。イルゼはあくまで無罪を主張し、国際人権委員会に告発するも相手にされず、1967年息子に「死だけが救い」の文章を残して自殺（縊死）した。

### 残虐行為の信憑性
多くのホロコースト否認論と同じように、イルゼの行為にも疑義が挟まれている。彼女の人皮装丁本にはアドルフ・ヒトラーの『我が闘争』や家族のアルバムや日記などがあったとされるが、人皮製の装丁本やランプのシェードなどイルゼが作ったという品物は後に見つかっておらず、物的証拠の無い中での証言となっている。ただし、臓器標本や、刺青入りの切り取られた皮膚は現存していて、ブーヘンヴァルトの記念館に収蔵されている。
2020年人間の皮で作った写真アルバムが発見され、内容からブーヘンヴァルト収容所のものと考えられている。

## 大衆文化
収容所におけるイルゼの行状は、虚実を交えて戦後広く知られるようになった。このため、イルゼに何らかの着想を得たといえるフィクション作品はいろいろある。
- リナ・ウェルトミューラー監督のイタリア映画『Seven Beauties』(1975年) で、主人公が誘惑する醜い大女の収容所長は、イルゼをモデルとしている。

- 『イルザ ナチ女収容所 悪魔の生体実験』(1974年) なるポルノ映画も北米で製作されている。ただし、この映画はあくまでも史実を踏まえないフィクション作品であり、主人公は現実のイルゼとは異なる設定がなされている。イルゼがモデルというより、彼女やイルマ・グレーゼなど収容所の女性看守をめぐる多くの虚実から着想を得た作品である。

- 2008年の米独合作映画『愛を読むひと』でケイト・ウィンスレットが演じたハンナ・シュミッツは、イルゼがモデルではないかと話題になった[6]。しかし、原作となった小説『朗読者』の著者ベルンハルト・シュリンクは、インタビューでこれを否定している[7]。

- イギリスのコメディ番組『空飛ぶモンティ・パイソン』第1シリーズ第12話のスケッチ「ヒトラーのいる民宿」では、ジョン・クリーズ演じるヒルター（ヒトラーのパロディ）が「今度余計なことを言ったらお前らをランプシェードにしてやる！」と怒鳴るシーンがある。

- 米国のテレビドラマシリーズ『CSI:ニューヨーク』の第5シーズン第22話「Yahrzeit」は、ホロコースト関係の品物がオークションで売られているという話が取り上げられ、後半ではホロコースト当時の犯罪にも話が展開する。殺人事件の被害者の遺品にあったホロコースト関係の品物の中に、DNA検査の結果、人間の皮膚で作られた物と判明したランプシェードが見つかる(人間の皮で作ったランプシェードはイルゼに限らず、広くナチスのイメージとして用いられる話である。なお、ナチスドイツ時代の物は見つかっていないが、アメリカではエド・ゲインが墓地の死体から作っている)。CSIチームの主任マック・テイラーは、ブーヘンヴァルト強制収容所所長の妻が、収容者を裸にして一列に並ばせ、好みの入れ墨を見つけては皮膚を切り取り、鞣してランプシェードにしていた、という話をする。これはイルゼ・コッホへの言及である。

- コンピューターゲーム「Wolfenstein: The New Order」では、親衛隊中佐階級の強制収容所看守であるフラウ・エンゲル (Frau Engel) が登場する。彼女の収容所における残虐行為も、またイルゼをモデルにしている。[8]